# 배창환
배창환(1956년 1월 1일 ~ )은 대한민국의 시인이다.

## 생애
1956년 경북 성주에서 태어났다. 1979년 10·26 사건과, 12월 12일 쿠데타에 의한 전두환 신군부 등장, 그리고 이듬해 1980년 민주화의 봄과 5월 광주 항쟁, 민주주의를 향한 꿈의 좌절에 이르는 기간을 겪으며 경북대 국어교육과에서 유일한 문학 동아리였던 복현문우회(복문)에서 ‘순수시’의 자장에서 벗어나 김수영, 신동엽 시인을 비롯해 신경림, 고은, 정희성, 이성부, 조태일, 김지하, 김광규, 김명인 같은 시인들의, 현실 의식을 바탕으로 육화해 온 시와 산문을 공부했다. 첫 시집 ≪잠든 그대≫(민음사, 1984)는 그 시절 그의 내면에서 꿈틀거리며 일어났던 새로운 시대를 향한 희망과 좌절, 그리고 그러한 자신을 객관화해 응시하면서 노래해 온 기록이다.
1985년 ‘교육 민주화 운동’이 일어나고 ‘민중 교육’ 사건이 터지기 전부터 교육 운동에 참여했다. 대구 YMCA 중등교육자협의회에 가입해 적극 활동했고, 평교사회 건설 운동과 교육 민주화 운동, 마침내 1989년 전교조 결성에 이르기까지 뒤돌아보지 않고 걸었기에 해직은 이미 예정된 길이었다. 제2시집 ≪다시 사랑하는 제자에게≫(실천문학사, 1988)와 제3시집 ≪백두산 놀러 가자≫(사람, 1994)는 주로 이 시기 교육 운동에 참여한 경험을 시로 형상화한 교육 시편들로 구성되었다. 
10년 만에 교단으로 돌아왔지만 10년 전보다 입시 교육이 더 심각해졌고, 아이들은 시대의 변화를 반영하듯 많이 달라져 있었다. 좀 더 새롭고 ‘창조적’인 삶에 대한 강력한 욕구가 솟았고 삶을 바꾸기 위해 성주로 귀향했다. 제4시집 ≪흔들림에 대한 작은 생각≫(창작과비평사, 2000)은 귀향과 복직 전후에 쓴 삶의 기록들이다.
현재 그는 학교 현장에서 아이들과 함께 ‘시는 흙에서 나온다’는 믿음을 확인 중이다. 수업시간에 그와 함께 시를 공부한 김천여고 116명의 아이들이 쓴 창작시집 ≪뜻밖의 선물≫(2007, 나라말출판사), 김천여고 아이들의 창작 수필집 ≪어느 아마추어 천문가처럼≫(2009, 나라말출판사)이 그 산물이다. 제5시집 ≪겨울 가야산≫(실천문학사, 2006)은 귀향 이후 지금까지 흙과 아이들 곁으로 돌아온 그의 삶의 진솔한 기록이다.
그는 지금도 ‘어떻게 하면 오늘의 나를 갱신할 것인가’를 고민하며 길 위에 있다.